# Charles David Walker
Pour les articles homonymes, voir Walker et Charles Walker.
Charles David Walker est un astronaute américain né le 29 août 1948.

## Vols réalisés
Il réalise 3 vols en tant que spécialiste de charge utile :
- 30 août 1984 : Discovery (STS-41-D) ;
- 12 avril 1985 : Discovery (STS-51-D) ;
- 27 novembre 1985 : Atlantis (STS-61-B).